# Катажина Пелчиньска-Наленч
Катажина Пелчинська-Наленч (пол. Katarzyna Pełczyńska-Nałęcz, народилась 26 жовтня 1970 в Варшаві) — польська політична діячка. Амбасадорка Польщі в Росії з 13 серпня 2014 року до 31 липня 2016, перша жінка на цій посаді з моменту встановлення дипломатичних зв'язків між Польщою і Росією. Раніше заступниця Міністра закордонних справ Польщі. З 2020 року керівниця аналітичного центру Інституту Стратегії 2050, з 2023 року міністерка фінансів та регіональної політики в третьому уряді Дональда Туска.

## Біографія
У 1994 році закінчила Інститут соціології Варшавського університету, ступінь магістра соціології. У 1999 році в Інституті філософії і соціології при Польської академії наук захистила докторську дисертацію на тему «Польська політична активність в 1989-1995 роках» (пол. Aktywność polityczna Polaków 1989-1995). Була там в аспірантурі до 2003 року.
У 1992-1995 роках і 1999-2012 роках працювала в варшавському Центрі східних досліджень, в якому пройшла шлях від експертки до начальниці Російського відділу і заступниці директора. З 2011 по 2012 роки була представницею Центру в Брюсселі і координаторкою спільних проектів з Французьким інститутом міжнародних справ. Є авторкою кількох наукових праць, присвячених аналізу відносин на пострадянському просторі, суспільно-політичної ситуації в Росії і країнах Східної Європи, а також політиці ЄС стосовно вище згаданих країн.
З 2008 по 2012 роки була в складі Російсько-польської групи зі складних питань, з 2009 по 2010 роки — членкиня Керівного комітету Форуму громадянського суспільства при Центрі східних досліджень. З січня 2012 року по липень 2014 року працювала в Міністерстві закордонних справ, займаючи посаду заступниці.
На посаду амбасадорки в Російській Федерації Катажина Пелчиньска-Наленч була призначена указом Президента Польщі 13 серпня 2014 року, в Москві офіційно представлена 19 листопада 2014. На посаді виступила із закликом якомога швидше повернути уламки Ту-154, який розбився в катастрофі під Смоленськом. Також її стараннями почав діяти безвізовий режим між Калінінградською областю та польськими регіонами, що межують з нею.
Знята з посади з 31 липня 2016. У тому ж році очолила програму Відкритого європейського Фонду імені Стефана Баторія.
У 2020 році була включена до виборчого штабу кандидата на президентських виборах Шимона Головні. Після виборів стала керівницею аналітичного центру Інституту Стратегії 2050, який підтримує громадський рух та політичну партію Польща 2050.

## Сім'я
Одружена, має трьох дітей.

## Нагороди
- Почесний знак МЗС Польщі «Bene Merito»: 2010[12]

## Наукові роботи
- Dokąd sięgają granice Zachodu? Rosyjsko-polskie konflikty strategiczne 1990–2010, OSW, Warszawa, marzec 2010
- Abchazja, Osetia Południowa, Górski Karabach: rozmrożone konflikty pomiędzy Rosją a Zachodem, OSW, Warszawa, lipiec 2008
- Ekspansja Gazpromu w UE – kooperacja czy dominacja, OSW, Warszawa, kwiecień 2008

## Примітка
1. ↑  Oświadczenie majątkowe na stronie MSZ (пол.)
2. ↑  Послом Польши в России стала Катажина Пелчинская-Наленч: президентский указ уже подписан[недоступне посилання з жовтня 2019] (рос.)
3. ↑  Poland’s new ambassadors to Russia and UN [Архівовано 4 березня 2016 у Wayback Machine.] (англ.)
4. ↑  Absolwenci IS [Архівовано 29 листопада 2014 у Wayback Machine.] (пол.)
5. ↑  Katarzyna Pełczyńska-Nałęcz Podsekretarzem Stanu w MSZ (пол.)
6. ↑  Leszek Soczewica podsekretarzem stanu w MSZ [Архівовано 10 липня 2015 у Wayback Machine.] (пол.)
7. ↑  Putin do nowej ambasador RP: problemy między Polską a Rosją można rozwiązać [Архівовано 24 вересня 2015 у Wayback Machine.] (пол.)
8. ↑  New ambassador calls for speedy return of Smolensk plane wreck [Архівовано 4 березня 2016 у Wayback Machine.] (англ.)
9. ↑  Посол Польши в РФ: безвизовый режим с Калининградом работает успешно [Архівовано 5 березня 2016 у Wayback Machine.] (рос.)
10. ↑  Monitor Polski 2016 746. Архів оригіналу за 30 грудня 2016. Процитовано 24 листопада 2017.
11. ↑  Катажина Пелчиньска-Наленч (28 вересня 2020). Polska 2050 nie jest partią wodzowską ani nową wersją PO. Jest innowacją polityczną [DEBATA OKO.PRESS] (пол.). OKO.press. Архів оригіналу за 30 жовтня 2020. Процитовано 24 листопада 2020.
12. ↑  Uroczystość wręczenia odznaczeń państwowych z okazji Dnia Służby Zagranicznej (пол.)